# 松木東江
松木 東江（まつき とうこう、天保7年（1836年）‐明治24年（1891年）7月1日）は、江戸時代後期から明治時代にかけての浮世絵師、版元。4代目大黒屋平吉。

## 来歴
小林清親の門人かといわれる。姓は松木、通称は平吉。東江と号す。両国吉川町2番地に住んでいた。浮世絵の版元、大黒屋平吉の4代目で、清親を世に送り出したことで知られている。版元としては松寿堂とも号し、略して大平ともいわれており、明治7年（1874年）から明治15年（1882年）まで東京地本彫画営業組合の組合長を務め、明治9年（1876年）1月13日に清親のデビュー作となる錦絵大判3枚続「東京五大橋之一 両国真景」、「東京江戸橋之真景」から始まって明治12年（1879年）ころまで清親の東京名所絵を20点近く刊行したほか、明治10年（1877年）には楊洲周延の大判3枚続「征韓論之図」などを売り出した他、歌川国郷、歌川貞秀、2代目歌川国輝、3代広重、歌川国明、歌川豊宣など歌川派の絵師による開化絵や井上安治の錦絵を多数出版している。また、明治10年に清親の「猫に提灯」を版行して以降、明治13年まで合計9点の静物画、花鳥動物画を刊行した。明治18年（1885年）には家督を5代目大黒屋平吉（平七）に譲り、自らは明治20年（1887年）頃、開化絵などの錦絵の作品を残している。享年56。墓所は江東区白河の雄松院。

## 作品
- 「新発明　壱人ニシテ拾人ニ通ス糸取機械ノ図」大判 錦絵　明治20年（1887年）
- 「富士川大合戦図」大判3枚続 錦絵 明治20年

## 出版作品
- 2代歌川国輝 「上州富岡製糸場之図」 大判3枚続 明治5年（1872年）
- 小林清親 「東京銀座街日報社」 横大判 明治9年
- 小林清親 「猫に提灯」 横小奉書全判 明治10年
- 楊洲周延 「征韓論之図」 大判3枚続 明治10年（1877年）
- 井上安治 「蠣売町川岸の図」 横大判 明治14年（1881年）
- 歌川豊宣 「板垣君遭難之図」 明治15年（1882年）
- 小林清親 「旅宿の花」 大判3枚続 明治17年（1884年）